# Dilemme de Triffin
Le dilemme de Triffin (ou paradoxe de Triffin) est un paradoxe économique dans lequel se trouvent les pays dont la monnaie est une monnaie de réserve internationale. Ce pays, alors qu'il est dominant, doit nécessairement être en déficit commercial pour que les agents économiques non-résidents détiennent sa monnaie. Être le pays de référence dans le système monétaire international exige donc d'être constamment en déficit ; or, en l'étant trop longtemps, les agents perdent confiance dans la monnaie, ce qui accélère la fin du statut de la monnaie comme hégémonique.

## Concept
Le paradoxe de Triffin a été mis en lumière par Robert Triffin dans Gold and the Dollar Crisis: The Future of Convertibility (1960). Triffin analyse le système monétaire international de son temps, qui est celui créé par les accords de Bretton Woods. Ce système est basé sur une libre convertibilité du dollar américain en or : les pays étrangers utilisent le dollar comme monnaie de réserve internationale, et peuvent demander à tout moment aux États-Unis à convertir leurs dollars en or.
Afin d'écouler leurs produits à l'étranger, les agents non-résidents doivent détenir des dollars américains. Or, pour en détenir, les États-Unis doivent importer des biens étrangers et signer leurs achats en dollars ; pour augmenter ses exportations, le pays doit augmenter ses importations, voire être en déficit. Ce déficit permanent est la condition nécessaire pour abonder le monde dans sa monnaie.
Seulement, une telle situation contribue à un affaiblissement progressif de la confiance des agents économiques étrangers envers la monnaie de référence. Les besoins importants de l'économie mondiale en une devise fiable aboutissent donc paradoxalement à la perte de confiance envers cette monnaie. Tout système monétaire international fondé sur une monnaie de référence crée donc les conditions de sa propre fin.

## Historique
Le paradoxe de Triffin a été particulièrement visible dans les années finales du système de Bretton Woods, c'est-à-dire jusqu'à sa suspension en 1971, et son remplacement légal en 1976 avec les accords de la Jamaïque. Dans les années 1940, les États-Unis n'arrivent pas à écouler leur production autant que voulu parce que l'Europe et le Japon manquent de dollars pour payer leurs achats (phénomène de dollar gap) ; le creusement de la balance commerciale américaine dans les années qui suivent, et qui est principalement due à la reprise économique européenne, cause une augmentation de l'impression de dollars (phénomène de dollar glut). Or, ces dollars détenus hors du pays sont tellement nombreux que les États-Unis n'ont plus les réserves d'or nécessaires pour pouvoir garantir la libre convertibilité du dollar en or, conformément à ses accords. Les réserves d'or du pays étaient en effet passées de 66 % de l'or mondial en 1946 à 38 % en 1961, et 24 % en 1971.

## Débats
Certains économistes ont proposé la création d'une monnaie de réserve internationale qui ne soit liée à aucun pays, mais qui soit, par exemple, gérée par le Fonds monétaire international. Triffin lui-même proposait de mettre en place le plan Keynes proposé par la délégation britannique à Bretton Woods, qui se basait sur une monnaie internationale gérée par le FMI (le Bancor), et qui visait à rééquilibrer les grands déséquilibres internationaux.